# Островковая доля
Островковая, или центральная доля (лат. lobus insularis), или островок (лат. insula), в ряде источников — островковая кора (лат. cortex insularis) — часть коры головного мозга, находящаяся в глубине латеральной борозды.  Кора островковой доли считается ответственной за формирование сознания, а также играет роль в образовании эмоций и поддержке гомеостаза.

## Анатомия
Центральная островковая борозда (лат. sulcus centralis insulae) делит долю на две части: большую переднюю и меньшую заднюю. Большой участок коры, покрывающий островок сверху и латерально, образует крышечку (лат. pars opercularis) и формируются из части прилегающих лобной, височной и теменной долей. Передняя часть центральной доли разделена на три или четыре коротких извилины, а задняя сформирована длинными извилинами.

### Проводящие пути
Центральная доля сообщается через проводящие пути белого вещества с ядрами таламуса, расположенными вентрально в основании, и центральным ядром миндалевидного тела.
В исследованиях на макаках-резус были установлены двусторонние связи между островком и мелкими ядрами миндалины. Задние его отделы преимущественно сообщаются с центральной и дорсо-латеральной частью миндалевидного тела. Передние отделы островка — с передними, медиальными, кортикальными и другими ядрами миндалины.
Задняя часть островка взаимосвязана с вторичной соматосенсорной корой. Так, она получает сигналы от вентральных базальных ядер таламуса, которые получают афферентную информацию из спинноталамического пути. Также эта область получает сигналы из медиального вентрального ядра таламуса, специализированного на передаче гомеостатической информации — болевой, тактильной, температурной чувствительности, локального кислородного статуса, раздражение и другие.
Нейровизуализационные исследования[какие?] с использованием диффузионной МРТ показали, что передняя часть островка взаимосвязана с зонами в височной и затылочной долях, оперкулярной и фронтоорбитальной корой, треугольной и покрышечной частями лобной доли. То же исследование выявило различия в анатомических моделях соединений между левым и правым полушариями.

### Цитоархитектоника
В островковой коре обнаружены участки с различной клеточной структурой или цитоархитектоникой, в частности, гранулярноклеточные в задней части и агранулярноклеточные в передней. Джон Оллман и его коллеги показали, что передняя кора содержит популяцию веретенообразных нейронов. Они также называются нейронами фон Экономо.

### Поля Бродмана
Согласно классификации цитоархитектонических полей Бродмана коры, островковый участок коры головного мозга содержит 13, 14, 16 поля Бродмана, а также 44 и 55 поля.

## Развитие
Некоторые исследователи считают, что островковая кора развивается из отдельной части конечного мозга (лат. telencephalon). Другие источники считают её производным височной доли. В большинстве исследований островковая кора считается относительно старой структурой.

## Функции

### Обработка мультимодальной сенсорной информации
Функциональные визуализирующие исследования показывают активацию островковой коры на протяжении выполнения интеграционных аудио-визуальных задач.

### Интероцептивное самоосознание
Есть свидетельства, что в дополнение к своей базовой функции островок может играть роль в осуществлении некоторых высших психических функций. Исследования с использованием функциональной визуализации показали, что деятельность правой передней части островка коррелирует с умением человека ощущать собственное сердцебиение или сочувствовать чужой боли. Считается, что эти функции не отличаются от базовых функций островка, так как возникают как результат восприятия островком гомеостатической информации из таламуса. Так, островок участвует в восприятии тепла и холода (без болевых ощущений) на коже. В том числе и выделяется ощущение полноты желудка, мочевого пузыря.
Установлено, что деятельность островка участвует в контроле артериального давления, в частности в течение и после тренировки; кроме того её активность зависит от величины осознанных усилий.
Центральная доля выделяется как центр оценки возникающих ощущений., что также выражается в эмпатии, например, когда человек испытывает болезненные ощущения при взгляде на чужую боль.
Одно из томографических исследований показало, что ощущение одышки проходит обработку в островке и миндалевидном теле.
Корковая обработка вестибулярного ощущения (равновесия) также проходит с участием коры центральной доли, поэтому при небольших повреждениях передней части островка у пациента может возникнуть головокружение.
Другие интероцептивные восприятия, которые проходят обработку в островковой коре — пассивное прослушивание музыки, смех и плач, сострадание и эмпатия, язык.

### Контроль моторики
Работа коры центральной доли участвует в осуществлении движений рук и глаз, глотания, моторики желудка и языковой артикуляции. Исследования инсулярной коры во время разговора показало её связь со способностями к длительной речи и сложным фразам. Островковая кора также задействована в процессе обучения движениям и была определена как играющая существенную роль в выздоровлении и восстановлении двигательных функций после инсульта.

### Социальные эмоции
В центральной доле проходят процессы обработки ощущения отвращения как к запахам, к виду грязи и увечья — даже мнимых.
В социальном аспекте островковая кора участвует в обработке информации о нарушении общепринятых норм поведения , эмоциональных процессов, эмпатии и оргазма. Обнаружена активность доли при принятии социальных решений, принимаемых в результате прохождения различных тестов.

## Клиническое значение
Считается, что центральная доля принимает участие в функционировании сознания и играет важную роль в осуществлении различных функций, как правило, связанных с регуляцией гомеостаза и эмоциями. Среди функций островка, в частности: восприятие, моторный контроль, самосознание, познание и межличностный опыт. Отсюда возникает роль в соответствующих психопатологических процессах.

### Прогрессирующая экспрессивная афазия
Вид семантической афазии. При прогрессирующей экспрессивной афазии происходит ухудшение нормальной речевой функции, которое приводит к потери беглой речи при сохраненной способности понимать отдельные слова и незатронутых неязыковых когнитивных функциях. Встречается при разнообразных дегенеративных неврологических заболеваниях, в том числе болезни Пика, болезни моторного нейрона, кортикобазальной дегенерации, лобно-височной деменции, болезни Альцгеймера. Это связано с гипометаболизмом и атрофией передней левой части центральной доли.

### Зависимость
Ряд функциональных исследований изображений мозга показали, что кора центральной доли активируется, когда лица, злоупотребляющие наркотиками, подвергаются влиянию окружения и сигналов, которые вызывают влечение к употреблению. Это было показано для различных наркотиков, включая кокаин, алкоголь, опиаты и никотин. Несмотря на эти выводы, роль доли была проигнорирована в наркологической литературе.
Исследование 2007 года показало что курильщики, которые имеют повреждения центральной доли после инсульта способны избавиться от табачной зависимости. Это было подтверждено и более новыми исследованиями, что делает центральную долю перспективным участком для новых исследований и мишенью для новых антинаркотических препаратов.

### Другие клинические состояния
Считается, что центральная доля играет роль в возникновении и протекании таких болезненных состояний, как тревожные расстройства, эмоциональные дисфункции, анорексия.
Существует мнение о том, что повреждение островковой доли может приводить к возникновению синдрома Котара, при котором пациент перестает чувствовать себя живым.

## История
Впервые центральная доля была описана Иоганном Кристианом Райлем наряду с другими образованиями мозга. Генри Грей во всемирно известной «Анатомии Грея» назвал это образование Островом Райля.

## Дополнительные изображения

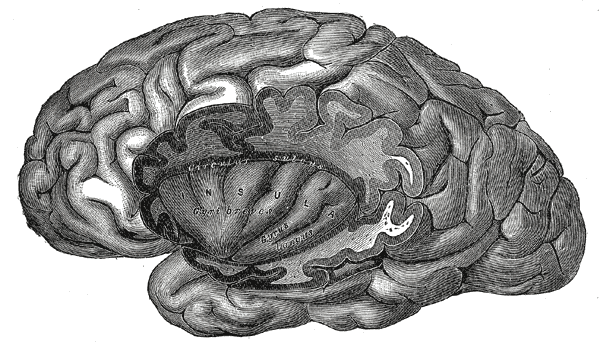
Островок левого полушария
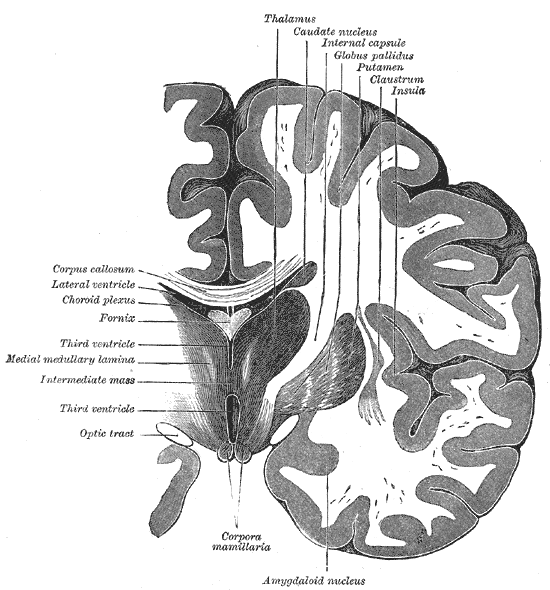
Фронтальный разрез головного мозга через третий желудочек
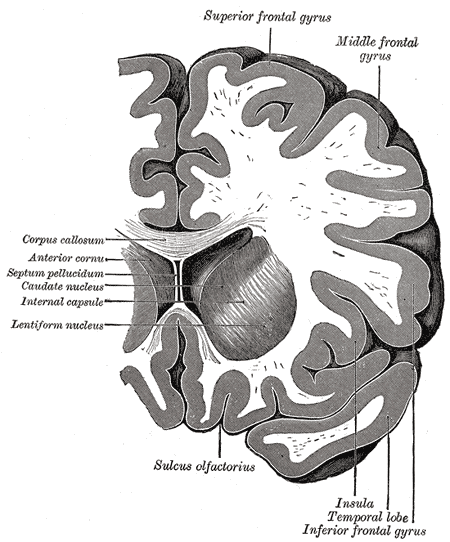
Фронтальный разрез через фронтальный рог боковых желудочков
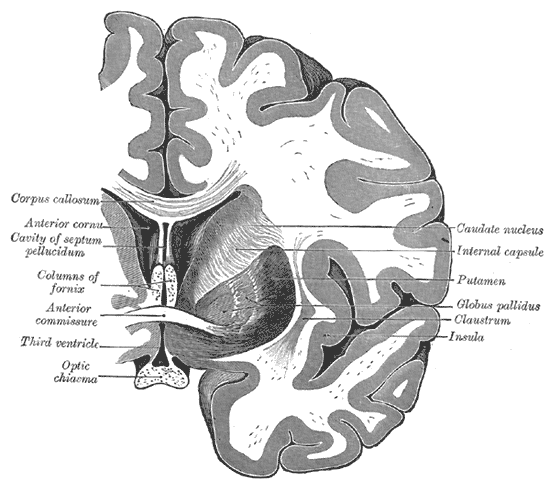
Фронтальный разрез через переднюю спайку.
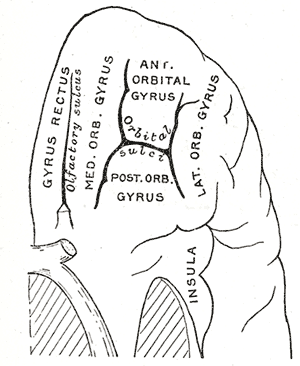
Глазная поверхность левой лобной доли
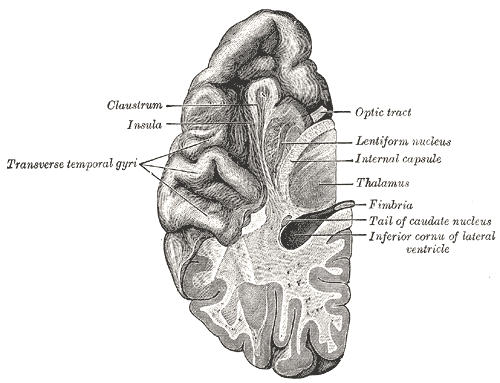
Верхняя поверхность височной доли
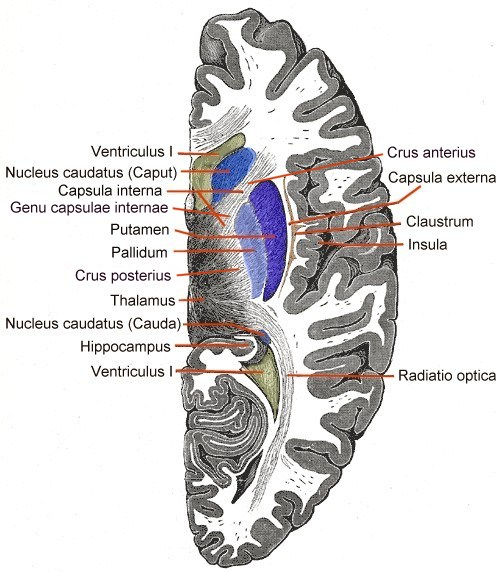
Горизонтальный разрез левого полушария
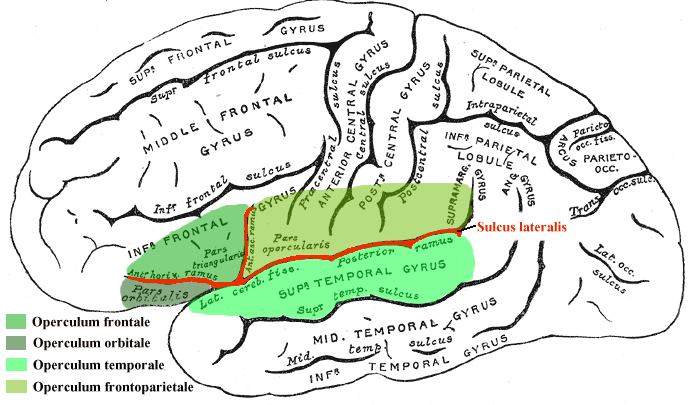
Крышечка (лат. operculum)